# Little Somerford
Little Somerford è un piccolo villaggio e una parrocchia civile della contea del Wiltshire che si trova a circa 3 miglia a sud-est di Malmesbury e 7,5 miglia a nord-est di Chippenham nel Sud Ovest dell'Inghilterra, Regno Unito. 

## Geografia fisica

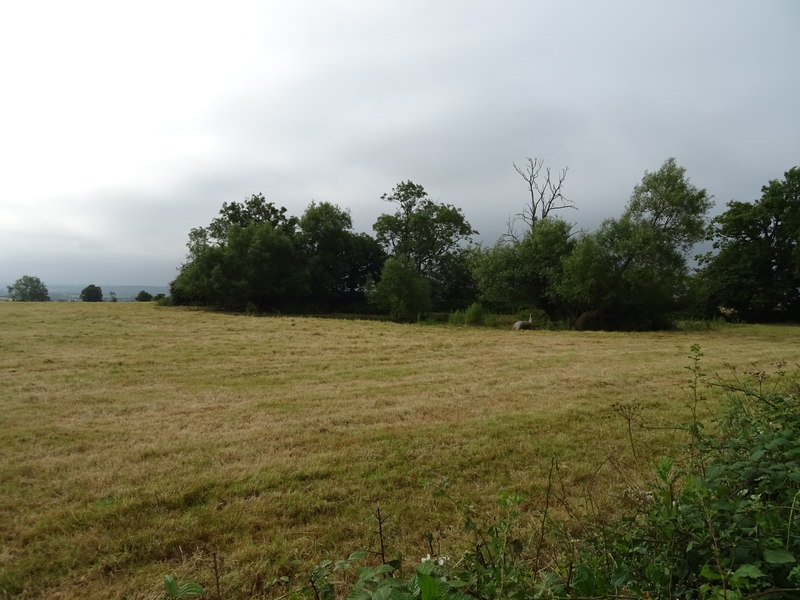
Aree agricole attorno a Little Somerford

### Territorio
Il territorio della parrocchia civile di Little Somerford occupa una superficie di 4.886 km² con un livello medio sul mare di 74 metri e il villaggio principale si trova a circa 3 miglia a sud-est di Malmesbury e 7,5 miglia a nord-est di Chippenham. Il confine settentrionale della parrocchia segue approssimativamente la strada B4040 Malmesbury–Swindon. Il Bristol Avon forma parte del confine a ovest e a sud, e il suo affluente Brinkworth Brook forma parte del confine sud-orientale. A nord-ovest l'Avon divide Little Somerford da Malmesbury e a sud da Great Somerford. Tra quei due tratti l'Avon divideva Little Somerford da Rodbourne a Malmesbury alla fine dell'XI secolo ma la terra sulla riva occidentale fu assegnata a Little Somerford con una recinzione nel 1281. A nord del villaggio di Great Somerford il confine non segue l'attuale corso dell'Avon, ma forse un corso antico. Il territorio scende da circa 100 metri sul suo confine settentrionale a circa 60 metri sul suo confine meridionale. Vi sono depositi glaciali lungo la parte orientale del confine settentrionale, ghiaia e depositi alluvioni derivano da un piccolo ruscello a sud del villaggio che scorre verso est fino al ruscello Brinkworth, e ampi depositi di alluvioni fiancheggiano l'Avon e il ruscello Brinkworth. La parrocchia sembra aver sempre avuto più pascoli che terreni coltivabili ed è ricca di prati.

## Storia
Il nome della parrocchia civile, Somerford deriva dal cognome dei signori dell'antico feudo. Il prefisso Little serve a distinguere la parrocchia da Great Somerford, sostituì il suffisso del XVI secolo. Nei primi anni del 1630, dopo che la foresta di Braydon fu recintata, agli uomini di Little Somerford fu assegnato Somerford Common e quella terra, circa 6 km a nord-est del villaggio, divenne parte della parrocchia. Fu trasferita alla parrocchia di Brinkworth nel 1884. In base a una legge del 1882, un'area distaccata a nord-ovest fu trasferita amministrativamente a Lea e Cleverton, e piccole aree furono trasferite a Little Somerford da Great Somerford e da Lea e Cleverton.
Nella parrocchia vi sono evidenze di presente preistoriche poiché sono stati rinvenuti parte di un manufatto della tarda età del bronzo e un tesoro di monete romano-britanniche. Little Somerford aveva 77 contribuenti di tassa pro-capite nel 1377, e questo dato era superiore alla media per l'area di Malmesbury. Nel XVI secolo e all'inizio del XVII secolo, quando non viveva più alcun signore del maniero, i redditi locali risultarono più bassi. La popolazione aumentò da 255 nel 1801 a 376 nel 1831. Una diminuzione a 337 nel 1851 fu attribuita a coloro che si trasferirono altrove per mancanza di alloggi a Little Somerford.

## Monumenti e luoghi d'interesse

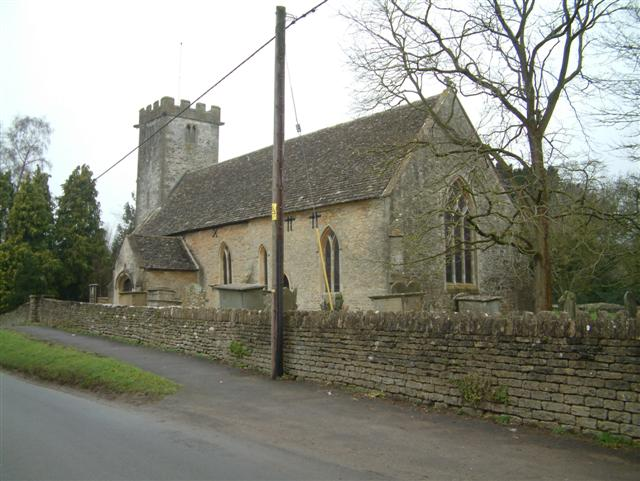
Chiesa di San Giovanni Battista

Ci sono alcuni edifici storici e altri siti d'interesse nel territorio di Little Somerford, in particolare la sua chiesa. 
- Chiesa di San Giovanni Battista (in inglese St. John The Baptist). Si tratta di una chiesa parrocchiale anglicana. La parrocchia rientrava in una tenuta sassone registrata e descritta anche nel Domesday Book. La chiesa risale al XIII secolo e divenne parrocchiale, forse intorno al 1251. Il beneficio di Corston con Rodbourne fu aggiunto nel 1986. Nel 1341 il rettore aveva una casa, la casa della canonica che fu ricostruita in pietra nel XVII secolo o nel XVIII secolo. La chiesa è costruita con pietrisco con rivestimenti in pietra e ha un presbiterio e una navata strutturalmente indivisi con un portico a sud e una torre a ovest. La navata potrebbe essere sopravvissuta alla chiesa che sorgeva nel 1251. Verso la fine del XIII secolo fu costruito il presbiterio e una finestra a sud fu inserita nella navata, Il portico e la torre a ovest furono costruiti nel XV o all'inizio del XVI secolo. Il presbiterio è diviso dalla navata da uno schermo costituito da diversi pezzi di legno intagliati nel XIV e XV secolo. Nel XVII secolo furono collocati nella chiesa uno stemma reale datato 1602 e un pulpito e un leggio datati 1626, sulle pareti della navata furono dipinti dei cartigli contenenti dei testi e la navata fu dotata di panche a cassetta e di una galleria occidentale.[4] La chiesa aveva un proprio tesoro fino al 1553, quando i commissari reali ne presero una parte ma lasciarono un calice prezioso. L'English Heritage ha inserito dal 28 ottobre 1959 la chiesa di San Giovanni Battista tra gli edifici storici come monumento classificato di prima categoria col numero 1300525. La chiesa appartiene alla diocesi di Bristol.[7][8][9]

## Geografia antropica

### Urbanistica
La strada principale Swindon-Malmesbury è lungo il confine settentrionale. La ferrovia di Malmesbury fu costruita a nord-ovest e a sud-est attraverso la parrocchia vicino all'Avon nel 1877, con una stazione chiamata Somerford a ovest della strada vicino al villaggio di Great Somerford. Un deposito merci fu aperto alla stazione nel 1879 e nel 1880 la linea fu affidata alla G.W.R. La stazione di Little Somerford fu aperta a sud del villaggio. La stazione di Somerford fu rinominata Great Somerford nel 1903 e nel 1922 divenne una fermata senza personale. Nel 1933 fu costruito un breve tratto di nuova linea per collegare la parte nord-occidentale della linea Malmesbury e la linea principale vicino a Kingsmead Mill, e la parte sud-orientale della linea Malmesbury e la fermata Great Somerford furono chiuse. La linea da Little Somerford a Malmesbury fu chiusa ai passeggeri nel 1951. Essa e la stazione di Little Somerford furono chiuse completamente nel 1963.

### Little Somerford
Il villaggio di Little Somerford è costituito da insediamenti lungo le diverse strade e viuzze che convergono nel centro della parrocchia, dove il primo insediamento potrebbe essere stato lungo la parte est-ovest della Street. Nel 1773 ci fu un insediamento attorno all'incrocio della Street, Hill, Clay Street. L'incrocio di Dauntsey Road e East End Lane era chiamato Collingbourne Green nel 1773 e nel 1820. La maggior parte degli edifici più grandi del villaggio sono in pietra. Nel 1988 poche case erano antecedenti al XX secolo. Sul lato nord della strada c'era la chiesa nel XIII secolo. A nord-ovest della chiesa fu costruita una piccola fattoria con macerie di pietra nel XVII secolo. All'inizio del XVIII secolo fu incorporata come ala est di una nuova casa costruita in mattoni rossi con rivestimenti in pietra e la casa fu chiamata Old Rectory dopo che il rettore ci visse dal 1847 al 1866. A est della chiesa fu costruita Mills Farm all'inizio del XVII secolo. A metà del XIX secolo l'estremità occidentale fu ricostruita per incorporare un mulino. Sul lato sud della strada ci sono tre grandi fattorie. La più occidentale, Church Farm, fu costruita alla fine del XVI o all'inizio del XVII secolo e conserva alcune travi intagliate e decorate. Fu molto modificata nel XVIII secolo. Somerford House fu costruita per Richard e Margaret Estcourt nel 1609. Era composta da una serie est-ovest, sul lato sud della quale, a ciascuna estremità, c'era un'ala corta. L'ala di servizio ovest fu ricostruita nel XIX secolo. A ovest della casa, un grande recinto per il bestiame e delle stalle furono costruiti alla fine del XIX secolo. Manor Farm fu costruita come una lunga serie est-ovest nel XVII secolo e fu modificata internamente nel XVIII secolo e nel XIX quando il piano terra fu riprogettato. Il villaggio divenne un'area protetta nel 1975. Una stazione di polizia fu costruita in pietra intorno al 1877 alla stazione di Somerford. Nel 1892 fu aperto un cimitero sul lato ovest della Great Somerford Road, (fn. 27) e a sud di esso furono costruite otto case popolari nel 1931. Una chiesa sorgeva sul lato ovest della collina fino al 1850 circa, e in seguito una scuola occupò il sito. Le case sul lato est della collina furono abbattute tra il 1828 e il 1847 e altre furono costruite più a nord su entrambi i lati della strada. Sul lato sud della strada Swindon-Malmesbury, che estende la linea di insediamento dalla collina, Hill House è una grande casa costruita tra il 1885 e il 1898 e dotata di una nuova facciata occidentale in stile georgiano nel 1927. A ovest  c'è un'altra grande casa, Coach House Farm, che è stata adattata dalle scuderie costruite tra il 1869 e il 1882.
Sul lato sud di Dauntsey Road, Street Farm fu costruita con pietrisco e un tetto di ardesia di pietra nel XVII e XVIII secolo. Yew Tree Farm fu costruita intorno al 1800 sul lato nord della strada all'incrocio con East End Lane; è in mattoni rossi con un tetto a mansarda in ardesia di pietra e la sua facciata sud ha un portale con pilastri scanalati e un frontone aperto. Sempre in Dauntsey Road, un paio di cottage in mattoni furono costruiti accanto alla linea ferroviaria intorno al 1903. L'insediamento in East End Lane nel 1773 era attorno a un piccolo terreno comune. Degli edifici sul lato est nel 1988, Malthouse Farm fu costruita intorno al 1800 e a nord East End Farm fu costruita in mattoni rossi nel XVIII secolo. Sul lato ovest il Cottage, una casa in mattoni e paglia del 1762 circa, fu sostituita da una casa in pietra intorno al 1980. Una fattoria che sorgeva nel 1773 all'incrocio tra East End Lane e la strada Swindon—Malmesbury fu demolita prima del 1885. Maunditts Park Farm, costruita negli anni cinquanta sul sito di una fattoria che sorgeva nel 1773, sorge su un terreno elevato a ovest. A sud sorge il Kingsmead Mill accanto all'Avon. A est del mulino, sul lato nord di Mill Lane, all'inizio del XX secolo, fu costruita la Kingsmead House, mentre a nord fu costruito il Kingsmead Cottage.

## Economia
L'economia locale è sempre stata legata all'agricoltura. Nel territorio, come in molte altre situazioni analoghe, furono presenti anche altre attività come l'allevamento, il commercio di bestiame e il commercio di carbone. Era predente un mulino e la macinazione finì verso la fine del XX secolo. Fu presente anche un'attività di produzione di guanti.